# Імамзаде

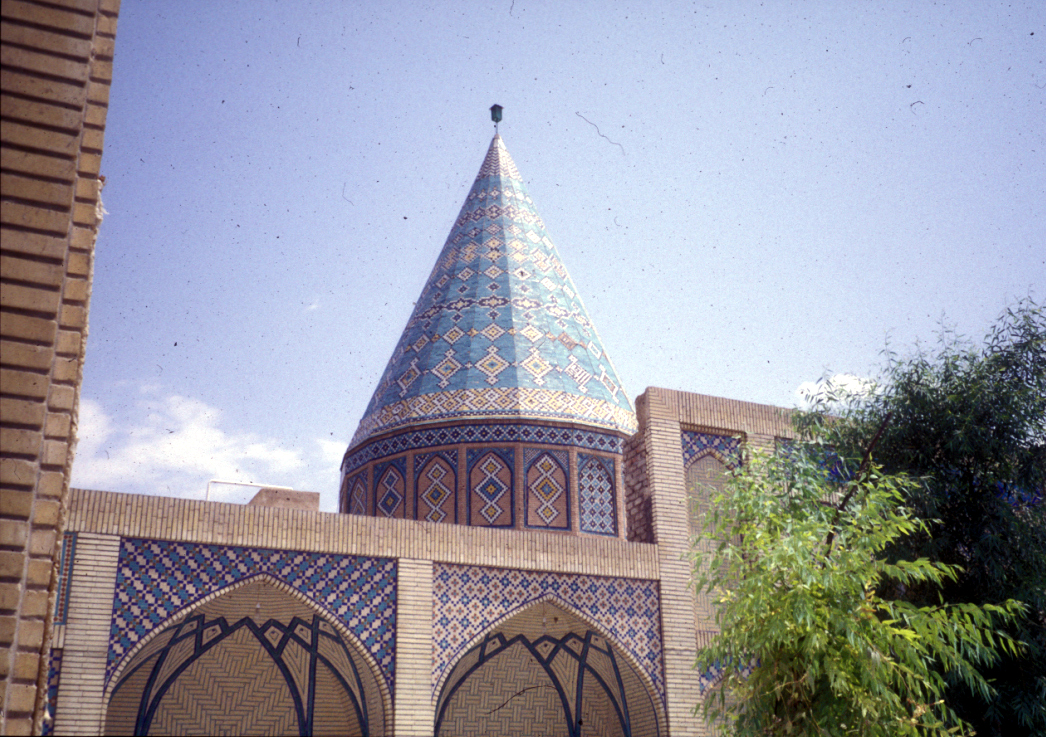
Могила Абу Лулу у Кашані

Імамзаде (перс. امام‌زاده — «нащадок імама») — нащадок шиїтського імама. Словом «імамзаде» також позначають поминальний храм шиїтів, в якому похований імамзаде.
Імамзаде шануються у шиїзмі. Титул «імамзаде» можуть носити сини та онуки імамів, за винятком жінок та тих, хто самі стали імамами.
Храми активно відвідуються паломниками шиїтів для здійснення зіярата. Численні храми Імамзаде знаходяться в Ірані, Іраку, Афганістані та Азербайджані. Зазвичай мають вишукану архітектуру та красивий інтер'єр. Нерідко можна побачити гру світла від безлічі дзеркал, майстерне різьблення по дереву.